# Johannes Popitz
Johannes Popitz (ur. 2 grudnia 1884 w Lipsku, zm. 2 lutego 1945 w Berlinie) – pruski minister finansów, członek opozycji antyhitlerowskiej w III Rzeszy w okresie II wojny światowej.

## Życiorys
Był synem farmaceuty z Lipska. Studiował nauki polityczne oraz prawnicze w Dessau, Lozannie, Lipsku, Berlinie oraz Halle. W latach 1907–1918 rozpoczynał swoją karierę zawodową na stanowisku asesora.
W roku 1918 poślubił Cornalię Slot, z którą miał troje dzieci.
W roku 1919, po wyborze do Zgromadzenia Narodowego w Weimarze, został tajnym radcą w ministerstwie finansów. W latach 1925–1929 Popitz był sekretarzem stanu w niemieckim ministerstwie finansów. Jego przełożonym był minister Rudolf Hilferding. Razem z nim został zwolniony z ministerstwa w roku 1929, na skutek niezgodności poglądów politycznych z partią rządzącą. Jako profesor honoris causa prawa podatkowego i nauk finansowych uniwersytetu w Berlinie i Akademii Państwowej (Verwaltungsakademie) od roku 1922, Popitz został powołany do rządu przez Kurta von Schleichera jako minister bez teki oraz komisaryczny kierownik pruskiego ministerstwa finansów.
21 kwietnia 1933 roku objął stanowiska pruskiego sekretarza stanu oraz ministra finansów, chociaż do tego czasu nie należał jeszcze do partii NSDAP. Według doniesień południowoniemieckiego wydania magazynu „Völkischer Beobachter” z 1 lutego 1937 roku (według niektórych źródeł – z roku 1939), Popitzowi zaoferowano złote insygnia partii nazistowskiej, który ten zgodził się przyjąć. Po tzw. nocy kryształowej (9 listopada 1938) Popitz zaprotestował przeciw masowym prześladowaniom Żydów, ogłaszając swoją dymisję, która jednak nie została przyjęta.
Jako prawicowy konserwatysta oraz monarchista, Popitz popierał sukcesję Adolfa Hitlera przez kronprinza Wilhelma, najstarszego syna cesarza Wilhelma II. Dlatego też był aktywny w różnych ugrupowaniach ruchu oporu, włącznie ze stowarzyszeniem Carla Friedricha Goerdelera. Należał również do innego, niewielkiego ugrupowania o podobnym charakterze – Mittwochsgesselschaft („Wspólnota Środowa”), które zrzeszało wyższych urzędników oraz przemysłowców. Ruch ten z niewielkiego klubu dyskusyjnego przekształcił się w główną konserwatywną opozycję przeciwko reżimowi narodowosocjalistycznemu. Popitz został wkrótce wciągnięty do bezpośredniego udziału w konspiracyjnym spisku przeciw Hitlerowi. Sporządził tekst tymczasowej konstytucji, Vorläufiges Staatsgrundgesetz, która miała zostać wprowadzona po upadku Hitlera. Według tego aktu ustrój Niemiec miał opierać się na rządach autorytarnych.
Latem 1943 roku Popitz prowadził tajne rokowania z Heinrichem Himmlerem, oczekując jego wsparcia w planowanym zamachu stanu. Próbował go również przekonać do udziału w negocjacjach pokojowych z państwami zachodnimi.
Jesienią tego samego roku Popitz był już śledzony przez gestapo. Ostatecznie aresztowano go 21 lipca 1944 roku w Berlinie, następnego dnia po nieudanym zamachu Clausa von Stauffenberga na życie Hitlera w kwaterze Wehrmachtu w Wilczym Szańcu w Prusach Wschodnich. 3 października Popitz został skazany na śmierć przez Sąd Ludowy (Volksgerichtshof), któremu przewodniczył Roland Freisler. Początkowo, w nadziei, że kontakty Popitza z przedstawicielami aliantów będą dalej trwały, Himmler był przeciwny skazaniu Popitza na śmierć. Gdy jednak okazało się, że sytuacja nie będzie rozwijać się w tym kierunku, los Popitza był przesądzony. Powieszono go 2 lutego 1945 roku w więzieniu Plötzensee w Berlinie.

## Publikacje
- Finanzausgleichsprobleme. – Berlin: Dt. Kommunal-Verl., 1927
- Der künftige Finanzausgleich zwischen Reich, Ländern und Gemeinden. – Kiel: Bibl. d. Inst. d. Weltwirtschaft, 1955 <Repr. d. Ausg. Berlin 1932>